# Востра (река)
Востра — река в России, протекает в Ивановской области. Впадает в Уводь при населённом пункте Афанасово Лежневского района. Исток — в заболоченной местности за коллективными садовыми участками при деревне Дегтярёво Ивановского района Ивановской области. Длина реки составляет 22 км.
Вдоль русла реки расположены населённые пункты (от устья к истоку): деревни Афанасово, Якимово, Горшково, Голяково, Ломы, Купалищи, Никульское, Востра.

## Данные водного реестра
По данным государственного водного реестра России относится к Окскому бассейновому округу, водохозяйственный участок реки — Уводь от истока и до устья, речной подбассейн реки — Бассейны притоков Оки от Мокши до впадения в Волгу. Речной бассейн реки — Ока.
Код объекта в государственном водном реестре — 09010301012110000033052.